# Paul Kerkring
Paul Kerkring (* 16. Jahrhundert; † 7. Dezember 1632 in Lübeck) war ein deutscher Ratsherr der Hansestadt Lübeck.

## Leben
Paul Kerkring war Sohn des Lübecker Ratsherrn Johann Kerkring. Er wurde 1589 Mitglied der patrizischen Lübecker Zirkelgesellschaft und nach dem Tode seines Bruders Heinrich 1617 in den Lübecker Rat erwählt.
Kerkring war mit einer Tochter des Lübecker Bürgermeisters Arnold Bonnus verheiratet.
Die Lübecker Stadtbibliothek besitzt eine Abschrift der Chronik von Reimar Kock in einem für Paul Karckrinck 1601 angefertigten Ledereinband mit Renaissanceverzierung in Gold und Goldschnitt.